# Allan Davis
Allan Davis (Ipswich, 27 luglio 1980) è un dirigente sportivo ed ex ciclista su strada australiano. Professionista dal 2003 al 2013, nel 2009 vinse il Tour Down Under, mentre nel 2010 conquistò la medaglia di bronzo in linea ai campionati del mondo di Melbourne. Dal 2022 è direttore sportivo del team belga Lotto Soudal.
Ha un fratello, Scott Davis, ex ciclista professionista.

## Carriera

### Gli esordi e i primi anni nel professionismo
Davis iniziò a praticare il ciclismo all'età di dieci anni e nel 1998 fu eletto ciclista junior dell'anno in Australia. Selezionato della squadra nazionale juniores, partecipò ai Campionati mondiali di categoria, in cui si classificò settimo e sesto nel 2000 e nel 2001.
Dopo due anni nella squadra United Water-AIS, a fine 2001 Davis si trasferì in Europa per gareggiare nella squadra giovanile della Mapei, la Mapei-Quick Step-Latexco: con questa formazione mostrò le sue qualità di velocista, vincendo una tappa al Giro del Capo. L'anno successivo passò alla spagnola ONCE, ottenne il secondo posto nel campionato nazionale e nel Trofeo Mallorca e vinse il Trofeo Alcúdia e una tappa del Circuit de la Sarthe. Selezionato per i campionati del mondo, concluse dodicesimo nella prova in linea.

### 2004-2006: le stagioni alla Liberty Seguros
Iniziò la stagione 2004 (tra le file della Liberty Seguros, ex ONCE) con la vittoria del Trofeo Mallorca e del Trofeo Pollença, poi partecipò per la prima volta alla Milano-Sanremo, che terminò venticinquesimo. In giugno vinse una frazione del Giro di Germania. Al Tour de Pologne, in settembre, vinse una tappa e chiuse al quinto posto della classifica generale, dimostrando di non essere esclusivamente un velocista. Qualche settimana più tardi si riconfermò ad alto livello, piazzandosi al quinto posto ai campionati del mondo di Verona. Successivamente arrivò quarto alla Parigi-Tours e vinse il Giro del Piemonte.
Il 2005 di Davis iniziò con il secondo posto al Tour Down Under, seguito dalla vittoria di due tappe alla Vuelta a Murcia, poi una alla Vuelta a Aragón, che chiuse al sesto posto, e, in agosto, una tappa all'Eneco Tour. Partecipò anche al suo secondo Tour de France, dove arrivò quinto nella classifica a punti con 130 punti, preceduto dal norvegese Thor Hushovd, dai connazionali Stuart O'Grady e Robbie McEwen e dal kazako Aleksandr Vinokurov. Dopo il Tour, terminò terzo alla HEW Cyclassics di Amburgo, dietro Filippo Pozzato e Luca Paolini. Qualche mese più tardi concluse nuovamente terzo alla Parigi-Tours, dietro a Erik Zabel e Daniele Bennati.
Nel gennaio 2006 vinse due tappe al Tour Down Under, ma a questo seguì una prima metà di stagione deludente. In giugno il suo nome fu coinvolto nell'Operación Puerto: Davis venne però presto scagionato dalla giustizia spagnola. Nonostante questo, le conseguenze dell'inchiesta segnarono la sua carriera: la Liberty Seguros fu dismessa e, malgrado il talento dimostrato, Davis ebbe grandi difficoltà nel trovare una nuova squadra. Venne però ingaggiato dalla Discovery Channel per la stagione seguente.

### 2007-2012: gli ultimi anni e il bronzo mondiale
Nel 2007 conquistò una tappa alla Volta Ciclista a Catalunya e cinque tappe al Tour of Qinghai Lake in Cina, oltre alla classifica a punti; si classificò inoltre secondo alla Milano-Sanremo, battuto allo sprint da Óscar Freire. Nel 2008 passò alla Mitsubishi-Jartazi. In stagione ottenne buoni risultati al Tour Down Under (fece sua una tappa) oltre a diversi piazzamenti tra Francia e Belgio; nel settembre dello stesso anno si accasò comunque alla Quick Step, vincendo una frazione e la classifica a punti al Tour de Pologne, e centrando anche il terzo posto alla Vattenfall Cyclassics di Amburgo dietro ai connazionali Robbie McEwen e Mark Renshaw.
Nel 2009, sempre con la Quick Step, vinse tre tappe, la classifica a punti e quella generale al Tour Down Under. Si classificò poi quarto alla Milano-Sanremo e alla Vattenfall Cyclassics, mentre al Giro d'Italia salì sul podio di tappa in tre occasioni. Nel 2010 si trasferì all'Astana. In stagione ottenne i risultati più importanti nel mese di ottobre: prima si aggiudicò la medaglia di bronzo in linea ai campionati del mondo di Melbourne, preceduto in volata da Thor Hushovd e Matti Breschel, poi vinse la medaglia d'oro in linea ai Giochi del Commonwealth di Delhi, battendo allo sprint Hayden Roulston e David Millar.
Dopo un 2011 privo di risultati importanti, nel 2012 si accasò alla neonata formazione australiana GreenEDGE, ma in stagione non andò oltre tre podi di tappa alla Vuelta a España e numerosi piazzamenti in volata in gare minori; si classificò comunque sesto nella gara in linea dei campionati del mondo di Valkenburg.
Nel febbraio del 2014, non trovando ingaggio dopo la fine del contratto con la Orica-GreenEDGE, annuncia il ritiro dall'attività agonistica.

## Palmarès
- 2002 (Mapei-Quick Step-Latexco, una vittoria)

1ª tappa Giro del Capo (Durbanville > Durbanville)
- 2003 (ONCE, due vittorie)

2ª prova Challenge de Mallorca (Trofeo Alcúdia)
4ª tappa Circuit de la Sarthe (Angers > Le Mans)
- 2004 (Liberty Seguros, cinque vittorie)

1ª prova Challenge de Mallorca (Trofeo Mallorca)
4ª prova Challenge de Mallorca (Trofeo Pollença)
5ª tappa Giro di Germania (Kelheim > Kulmbach)
3ª tappa Giro di Polonia (Ostróda > Bydgoszcz)
Giro del Piemonte
- 2005 (Liberty Seguros, quattro vittorie)

3ª tappa Eneco Tour (Beek > Landgraaf)
5ª tappa Vuelta a Aragón (Borja > Illueca)
3ª tappa Vuelta a Murcia (Mula > Fortuna)
5ª tappa Vuelta a Murcia (Murcia > Murcia)
- 2006 (Liberty Seguros/Würth/Astana, due vittorie)

2ª tappa Tour Down Under (Stirling > Hahndorf)
5ª tappa Tour Down Under (Adelaide > Murcia)
- 2007 (Discovery Channel, sei vittorie)

1ª tappa Tour of Qinghai Lake (Xining > Qinghai Lake Hotel)
3ª tappa Tour of Qinghai Lake (Bird Island > Xihaizhen)
5ª tappa Tour of Qinghai Lake (Guide > Xining)
6ª tappa Tour of Qinghai Lake (Xining > Xining)
9ª tappa Tour of Qinghai Lake (Xining > Xining)
3ª tappa Volta Ciclista a Catalunya (Perafort > Tàrrega)
- 2008 (Mitsubishi-Jartazi e Quick Step, due vittorie)

3ª tappa Tour Down Under (Unley > Victor Harbor)
2ª tappa Giro di Polonia (Płock > Olsztyn)
- 2009 (Quick Step, quattro vittorie)

2ª tappa Tour Down Under (Hahndorf > Stirling)
4ª tappa Tour Down Under (Burnside Village > Angaston)
5ª tappa Tour Down Under (Snapper Point > Willunga)
Classifica finale Tour Down Under
- 2010 (Astana, una vittoria)

Giochi del Commonwealth, Prova in linea (Delhi, con la Nazionale australiana)

### Altri successi
- 2003 (ONCE)

Noosa International Criterium
- 2004 (Liberty Seguros)

South Bank Gran Prix
- 2005 (Liberty Seguros)

Classifica punti Eneco Tour
Classifica punti Vuelta a Aragón
- 2006 (Liberty Seguros/Würth/Astana)

Noosa International Criterium
- 2007 (Discovery Channel)

Classifica punti Tour of Qinghai Lake
- 2008 (Mitsubishi-Jartazi e Quick Step)

Classifica punti Tour de Pologne
- 2009 (Quick Step)

Classifica punti Tour Down Under
- 2010 (Astana)

Classifica punti Tour de Pologne

## Piazzamenti

### Grandi Giri
- Giro d'Italia

2009: 119º
- Tour de France

2004: 98º
2005: 84º
- Vuelta a España

2007: ritirato
2009: ritirato
2010: 76º
2012: 167º

### Classiche monumento
- Milano-Sanremo

2003: 144º
2004: 25º
2005: 15º
2006: 19º
2007: 2º
2009: 4º
2010: 126º
2011: 146º
- Giro delle Fiandre

2003: ritirato
2004: ritirato
2005: ritirato
2006: ritirato
2008: 33º
2010: 65º
2011: ritirato
- Parigi-Roubaix

2003: ritirato
2004: ritirato
2005: ritirato
2006: ritirato
2011: ritirato
- Liegi-Bastogne-Liegi

2009: ritirato
- Giro di Lombardia

2003: ritirato
2004: ritirato
2005: 53º

### Competizioni mondiali
- Campionati del mondo

Plouay 2000 - In linea Under-23: 7º
Lisbona 2001 - In linea Under-23: 6º
Zolder 2002 - In linea Elite: ritirato
Hamilton 2003 - In linea Elite: 12º
Verona 2004 - In linea Elite: 5º
Madrid 2005 - In linea Elite: ritirato
Stoccarda 2007 - In linea Elite: 53º
Varese 2008 - In linea Elite: ritirato
Mendrisio 2009 - In linea Elite: ritirato
Melbourne 2010 - In linea Elite: 3º
Limburgo 2012 - In linea Elite: 6º